# Grafmonument van Louis Guillaume
Het grafmonument van Louis Guillaume op de begraafplaats nabij de Kapel in 't Zand is een monumentaal grafmonument in de Nederlandse stad Roermond.

## Achtergrond
Louis Marie Paul Guillaume (1851-1904) was een uit Brugge afkomstige musicus. Hij was getrouwd met de Luikse sopraan en zangpedagoge Mélanie Henriette Lardinois (1848-1936). Zij vestigden zich in 1877 in Roermond, waar hij directeur werd van de Koninklijke Harmonie. De Roermondse harmonie is de oudste in Nederland. Guillaume werd als directeur opgevolgd door zoon Max Guillaume.
Guillaume en zijn vrouw liggen centraal op de begraafplaats begraven, in de buurt van de Bisschopskapel. Het grafmonument, dat werd gedecoreerd met muziekinstrumenten, werd aangeboden door de Koninklijke Harmonie en een jaar na Guillaumes overlijden op het graf geplaatst.

## Beschrijving
Het grafmonument bestaat uit een hoog hardstenen stele, bekroond door een kruis. Aan de voorzijde van de zuil zijn in reliëf onder andere een lier, luit, triangel, klarinet en fluit geplaatst.
Op de sokkel is een inscriptie aangebracht: 

DE KONINKLIJKE HARMONIE
aan haren
ONVERGETELYKEN DIRECTEUR
LOUIS GUILLAUME
geboren te Brugge België 1851
overleden te Roermond 1904
R.I.P.

Na het overlijden van mevrouw Guillaume in 1936, werd aan de achterzijde een hardstenen gedenkplaat geplaatst.

## Waardering
Het grafmonument werd in 2002 als rijksmonument in het Monumentenregister opgenomen, "als bijzondere uitdrukking van een geestelijke ontwikkeling in de grafcultuur voor voorname katholieke families. Het grafmonument is tevens van belang als typologische ontwikkeling van grafmonumenten voor de sociale bovenklasse. Het grafmonument bezit architectuurhistorische waarde wegens esthetische kwaliteiten van het ontwerp, het bijzondere materiaalgebruik en de ornamentiek."